# Palazzo Clemente della Rovere

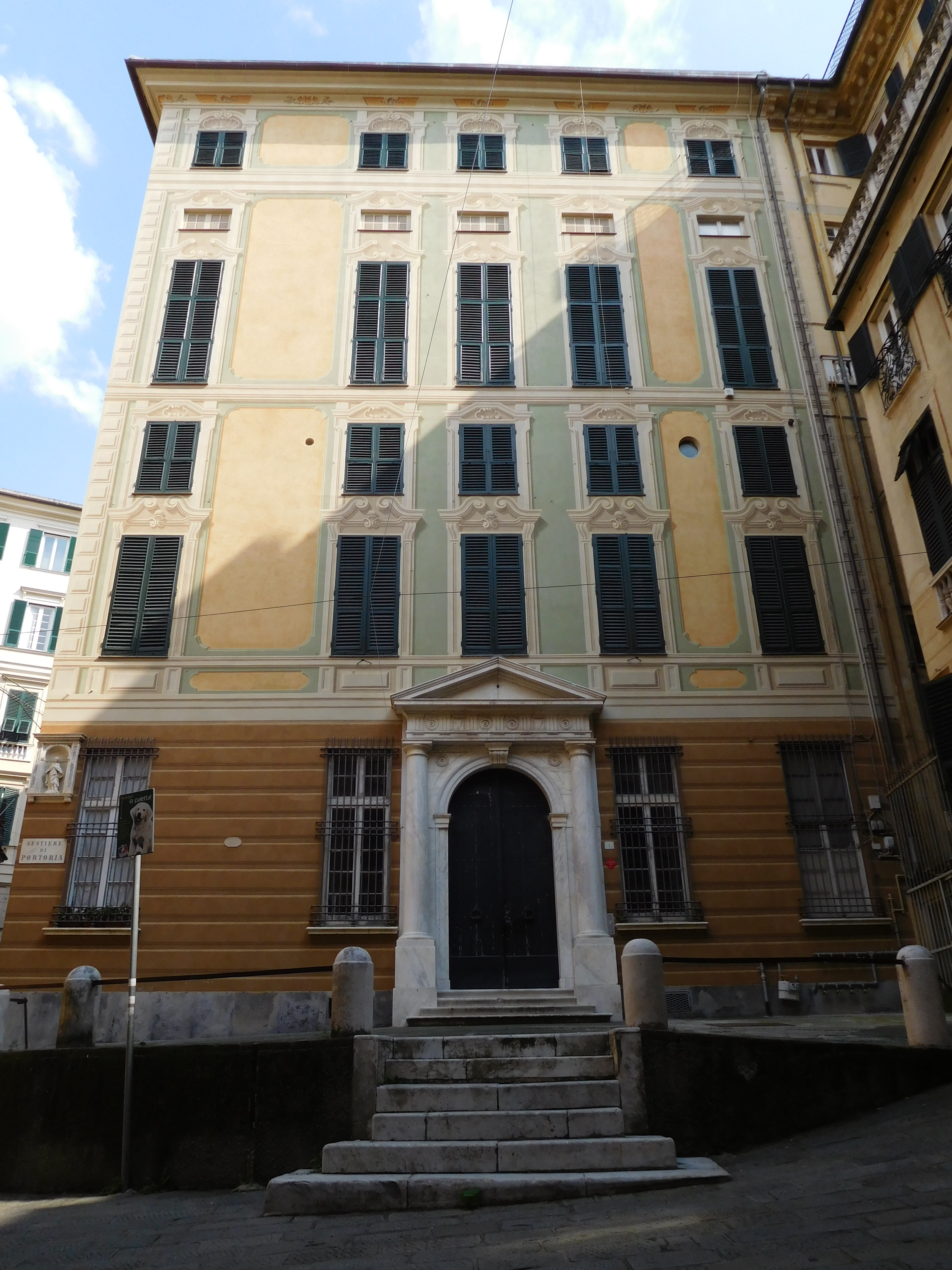
Palazzo Clemente della Rovere

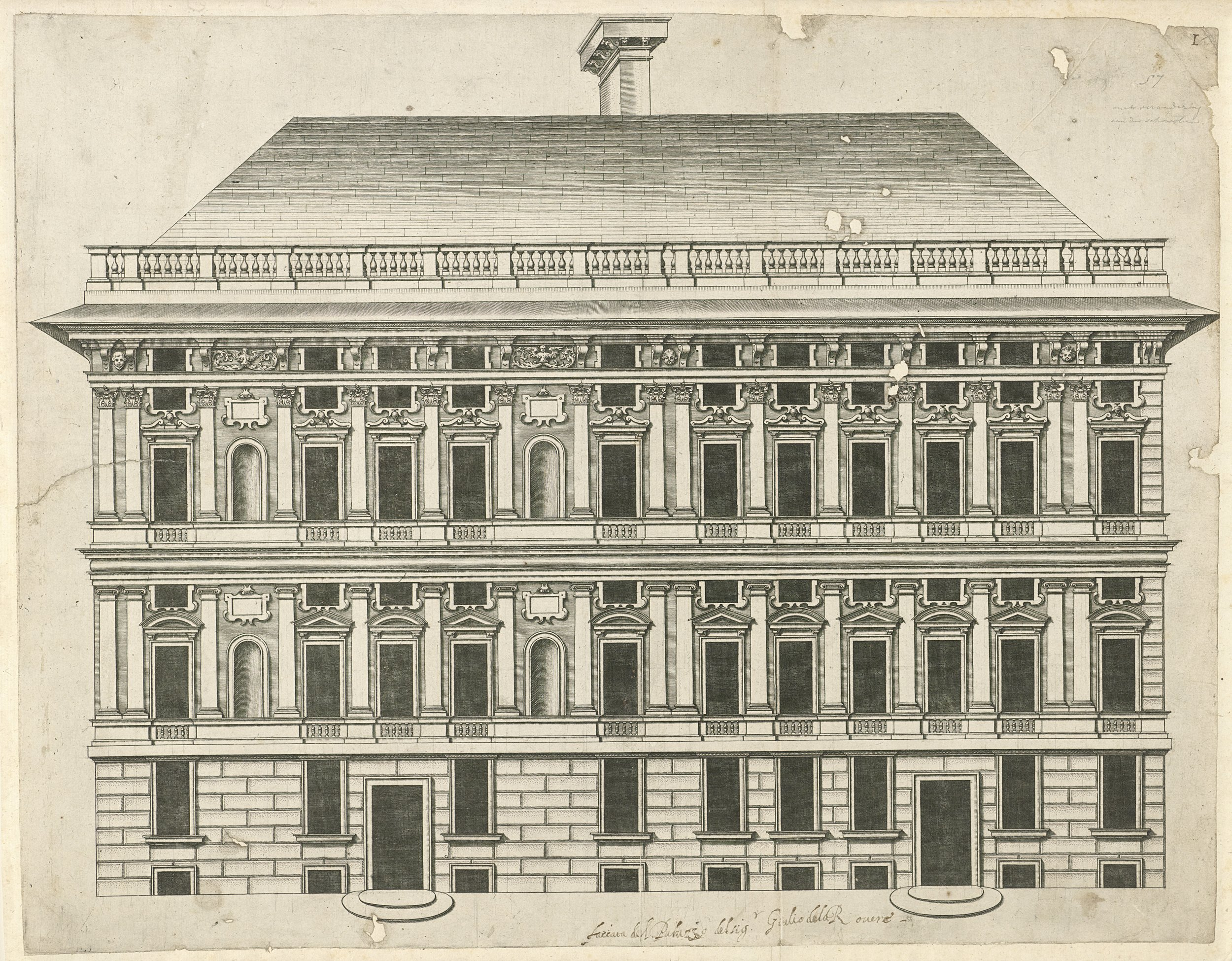
Aufriss bei Rubens

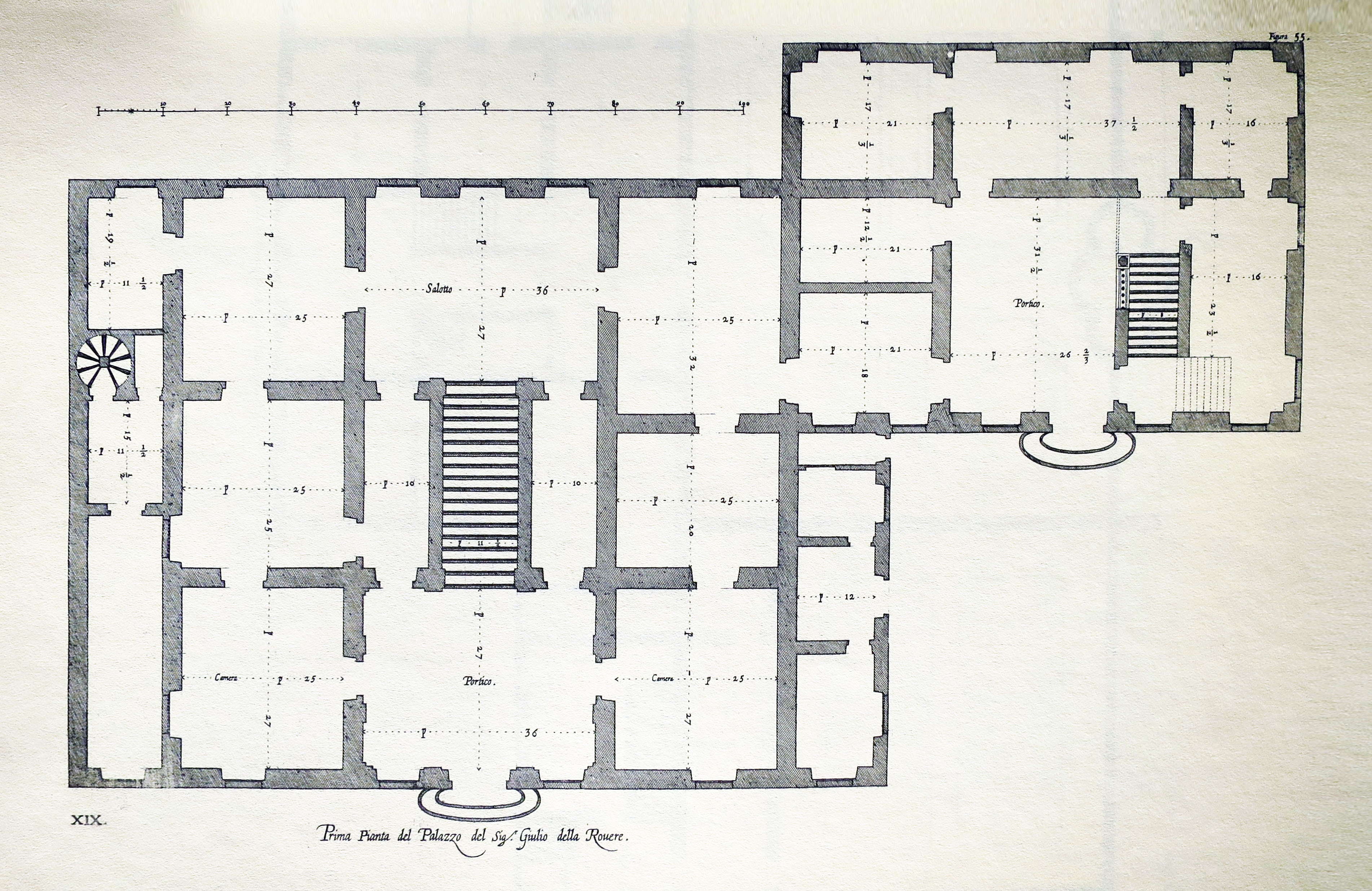
Grundriss Erdgeschoss bei Rubens

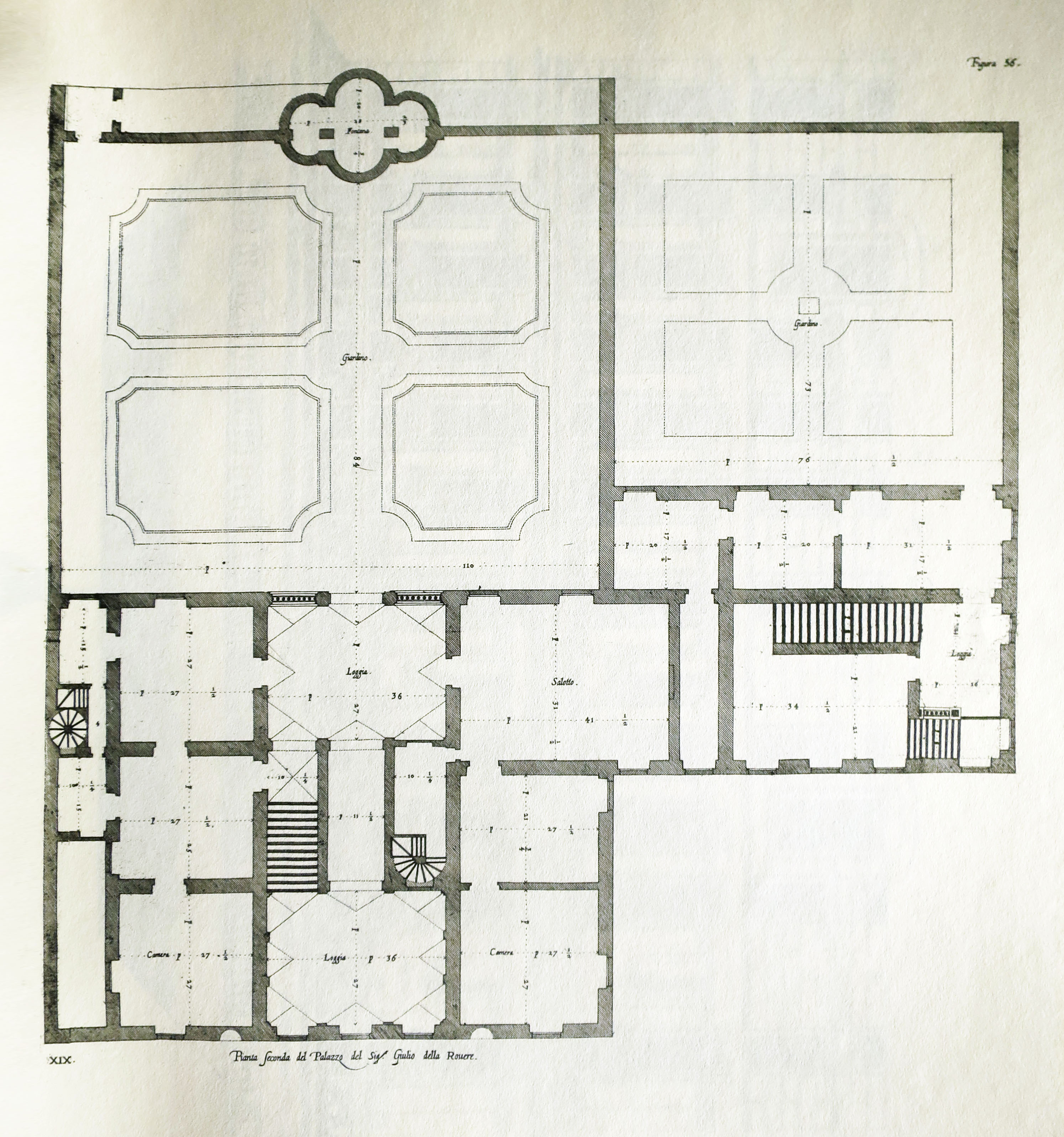
Grundriss Obergeschoss bei Rubens

Der Palazzo Clemente della Rovere ist ein Stadtpalast in Genua, der Teil des Welterbes der UNESCO „Genoa: Le Strade Nuove and the system of the Palazzi dei Rolli“ (deutsch: Genua: Le Strade Nuove und die Palazzi dei Rolli) ist. Das Gebäude liegt an der Piazza Rovere 1.

## Geschichte
Den Palast errichtete Clemente della Rovere 1580/1581 zwischen der Via San Sebastiano und der Salita Santa Caterina, einem Gebiet, das später Teil des Stadtzentrums werden sollte, im 16. Jahrhundert aber in der Nähe der Stadtmauer und damit an der Peripherie von Genua lag. Als einer der Palazzi dei Rolli war er in den Rolli von 1588 bis 1664 eingetragen. Nach deren Klassifizierung, den „bussoli“, zählte er zunächst zur Klasse zwei, ab 1599 zur Klasse 1 (zu den Einzelheiten dieser Eintragungen vergleiche hier). Das Gebäude ist auch in dem Werk von Peter Paul Rubens über die Genueser Stadtpaläste dokumentiert.
Der Palast hat eine komplexe Baugeschichte und setzt sich aus zwei Gebäuden zusammen, von denen die kleinere ab 1599 belegt ist. An der Fassade, die auf die heutige Via di San Sebastiano blickt, sind Reste von Bemalung zu erkennen. Die Hanglage des Baugrundstücks in der Peripherie des städtischen Weichbildes und das heute nicht mehr vorhandene Kloster Santa Caterina in unmittelbarer Nachbarschaft haben seine Gestalt stark beeinflusst. Städtebauliche Veränderungen wirkten sich ausschließlich auf die äußere Gestaltung aus, denn die Raumdisposition entspricht genau der, die Rubens 1622 dokumentiert hat. Der rückwärtig gelegene Garten ist erhalten.
Der Genueser Doge Francesco Maria Della Rovere (1765–1767) zog sich nach Ende seiner Amtszeit in den Palast zurück und sammelte hier Kristall, Majolika und Gemälde. Im 19. Jahrhundert ging der Palast in den Besitz der Familie Piccardo über.
Das Gebäude beherbergt heute Wohnungen und Büros, ehemals auch das Generalkonsulat von Island.